# إيفرت بيورن
إيفرت بيورن (بالسويدية: Evert Björn)‏ هو منافس ألعاب قوى سويدي، ولد في 21 يناير 1888 في Ulriksdal ‏ في السويد، وتوفي في 21 ديسمبر 1974 في ستوكهولم في السويد.

## وصلات خارجية
- إيفرت بيورن على موقع أوليمبيديا (الإنجليزية)
- إيفرت بيورن على موقع اللجنة الأولمبية السويدية (السويدية)